# ドン・ネルソン
ドナルド・アーヴィド・"ドン"・ネルソン (Donald Arvid "Don" Nelson, 1940年5月15日 - ) はアメリカ合衆国の元バスケットボール選手であり、NBAのゴールデンステート・ウォリアーズのヘッドコーチなどを務めた。選手時代はボストン・セルティックスの1960年代後半から70年代前半の優勝時のメンバーの一人であり、コーチとしてはミルウォーキー・バックスの80年代の黄金期を創りだすなど実績を残している。また、最初にポイントフォワードの概念を導入したことでも有名である。ミシガン州マスキーゴン出身。バスケットボール指導者ドニー・ネルソン（現ダラス・マーベリックスGM）の父親である。2012年、バスケットボール殿堂入りを果たしている。

## 経歴

### 選手経歴

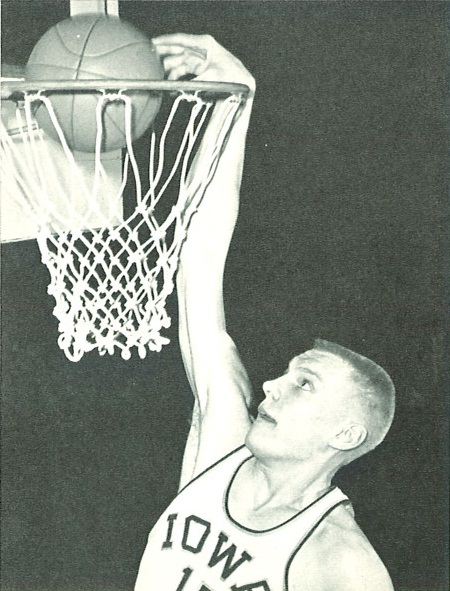
1962年アイオワ大学時代

ネルソンはアイオワ大学時代から頭角を現した。カレッジ時代の成績はゲーム平均21.1ポイント、10.9リバウンドをマークしている。
NBAへは1962年のNBAドラフトの3巡目でシカゴ・ゼファーズに指名され入団する。1964年にはロサンゼルス・レイカーズに売られて移籍する。レイカーズでは2年間プレーをし、1966年より1976年に引退するまでボストン・セルティックスに在籍した。セルティックスのメンバーとして1965-66、1967-68、1968-69、1973-74、1975-76シーズンの5度のNBAチャンピオンシップ制覇を経験している。

### コーチ経歴
引退後、ネルソンは1976年からミルウォーキー・バックスにゼネラルマネージャー兼ヘッドコーチとして着任する。バックスはネルソン指揮の下、ポイントフォワードのシステムを導入した攻撃的なチームとなりプレーオフの常連となる。1987年に辞任するまでの11シーズンで50勝以上勝利をあげたシーズンは7シーズン、NBA最優秀コーチ賞を2度受賞している。
1年間休養をとった後、1988年から1995年まで、ゴールデンステート・ウォリアーズのヘッドコーチを務めた。この時のアシスタントコーチには、後に最優秀コーチ賞を3度受賞しているグレッグ・ポポヴィッチがいた。1994年にはアメリカ代表チームのヘッドコーチを任され、トロントで行われた世界選手権で優勝まで導いた。1995年からニューヨーク・ニックスのヘッドコーチに就任するが、シーズン中に解任されている。1997年からはダラス・マーベリックスのゼネラルマネージャー兼ヘッドコーチに就任する。スティーブ・ナッシュ、ダーク・ノヴィツキーを擁しマーベリックスは2000年代前半プレーオフの常連となるが、NBAチャンピオンシップ優勝までは手が届かなかった。
2005年にマーベリックスのヘッドコーチをエイブリー・ジョンソンに譲り、1年間休養した後の2006年から2010年までウォリアーズのヘッドコーチに就任している。
1996年にNBAの史上最も偉大なコーチ10人の1人に選出されている。

## 指導方針

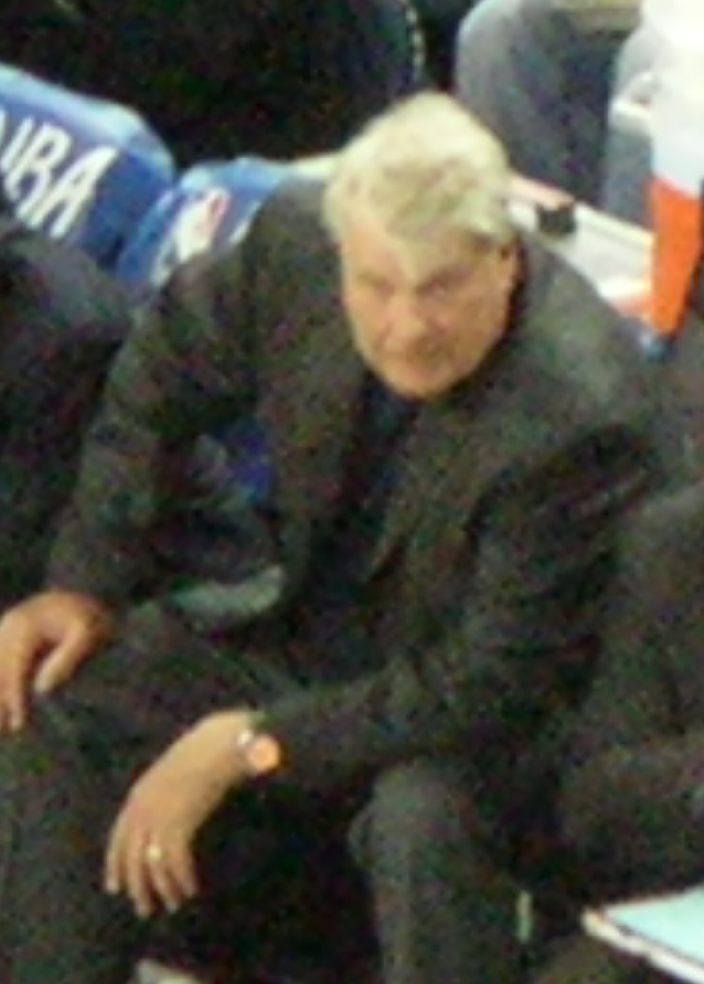

ネルソンはラン・アンド・ガンと呼ばれる速攻主体のアップテンポな攻撃的なスタイルを用いる。
そのため所属チームの選手に偏りが見られるが、攻撃的なチームを作る上で彼の右に出るものはいないと言われている。
またNBAに馴染める無名の選手や欧州などの海外出身選手を見つけその才能を開花させる手腕にも長けている。彼が指導した　シャルーナス・マルチルリョーニス、ラトレル・スプリーウェル、スティーブ・ナッシュ、ダーク・ノヴィツキーなどはネルソンの指導によってスター選手になったと言っても過言ではない。
また奇策を用いることでも有名。
対戦相手にフリースローの苦手な選手がいると故意にファウルをしフリースローを与え、その選手が外す可能性に掛ける作戦を用いた。デニス・ロッドマンやシャキール・オニール相手にこの戦術を多用した。（ハック・ア・シャック）

## 成績および受賞歴

### プレイヤー部門

#### プレイ期間と通算成績
得点、リバウンド、アシストの成績は下記の通りである。
|               | レギュラーシーズン (14シーズン) | レギュラーシーズン (14シーズン) | レギュラーシーズン (14シーズン) | ポストシーズン (11シーズン) | ポストシーズン (11シーズン) |
| ------------- | ------------------------------- | ------------------------------- | ------------------------------- | --------------------------- | --------------------------- |
| 1,053試合総計 | ゲーム平均                      | 40分平均                        | 150試合総計                     | ゲーム平均                  |                             |
| ポイント数    | 10,898                          | 10.3                            | 20.1                            | 1,577                       | 10.5                        |
| リバウンド数  | 5,192                           | 4.9                             | 9.6                             | 719                         | 4.8                         |
| アシスト数    | 1,526                           | 1.4                             | 2.8                             | 210                         | 1.4                         |

#### 主な受賞トピックス
1. FG成功率リーダー：1回 (1975年;53.9%)

### コーチ部門

#### 在籍チームと通算成績
10シーズン総計 - 1,190勝 880敗 (勝率.575)

- 1977年-1987年：ミルウォーキー・バックス 540勝344敗 (勝率.611)

ディヴィジョンプレーオフ進出9回
- 1989年-1995年：ゴールデンステート・ウォリアーズ 277勝260敗 (勝率.516)

ディヴィジョンプレーオフ進出4回
- 1995年-1996年：ニューヨーク・ニックス 34勝25敗 (勝率.576)
- 1998年-2005年：ダラス・マーベリックス 339勝251敗 (勝率.575)

NBAカンファレンスファイナル進出1回、ディヴィジョンプレーオフ進出3回

#### 主な受賞トピックス
1. NBA最優秀コーチ賞：3回（1983年、1985年、1992年）
2. NBAトップ10偉大なコーチ：1996年

## ヘッドコーチ実績
| チーム         | シーズン | G     | W     | L     | W–L% | シーズン結果   | PG  | PW | PL | PW–L% | 最終結果                 |
| -------------- | -------- | ----- | ----- | ----- | ---- | -------------- | --- | -- | -- | ----- | ------------------------ |
| バックス       | 1976–77  | 64    | 27    | 37    | .422 | 6th in Midwest | —   | —  | —  | —     | プレーオフ不出場         |
| バックス       | 1977–78  | 82    | 44    | 38    | .537 | 2nd in Midwest | 9   | 5  | 4  | .556  | カンファレンス準決勝敗退 |
| バックス       | 1978–79  | 82    | 38    | 44    | .463 | 4th in Midwest | —   | —  | —  | —     | プレーオフ不出場         |
| バックス       | 1979–80  | 82    | 49    | 33    | .598 | 1st in Midwest | 7   | 3  | 4  | .429  | カンファレンス準決勝敗退 |
| バックス       | 1980–81  | 82    | 60    | 22    | .732 | 1st in Central | 7   | 3  | 4  | .429  | カンファレンス準決勝敗退 |
| バックス       | 1981–82  | 82    | 55    | 27    | .671 | 1st in Central | 6   | 2  | 4  | .333  | カンファレンス準決勝敗退 |
| バックス       | 1982–83  | 82    | 51    | 31    | .622 | 1st in Central | 9   | 5  | 4  | .556  | カンファレンス決勝敗退   |
| バックス       | 1983–84  | 82    | 50    | 32    | .610 | 1st in Central | 16  | 8  | 8  | .500  | カンファレンス決勝敗退   |
| バックス       | 1984–85  | 82    | 59    | 23    | .720 | 1st in Central | 8   | 3  | 5  | .375  | カンファレンス準決勝敗退 |
| バックス       | 1985–86  | 82    | 57    | 25    | .695 | 1st in Central | 14  | 7  | 7  | .500  | カンファレンス決勝敗退   |
| バックス       | 1986–87  | 82    | 50    | 32    | .610 | 3rd in Central | 12  | 6  | 6  | .500  | カンファレンス準決勝敗退 |
| ウォリアーズ   | 1988–89  | 82    | 43    | 39    | .524 | 4th in Pacific | 8   | 4  | 4  | .500  | カンファレンス準決勝敗退 |
| ウォリアーズ   | 1989–90  | 82    | 37    | 45    | .451 | 5th in Pacific | —   | —  | —  | —     | プレーオフ不出場         |
| ウォリアーズ   | 1990–91  | 82    | 44    | 38    | .537 | 4th in Pacific | 9   | 4  | 5  | .444  | カンファレンス準決勝敗退 |
| ウォリアーズ   | 1991–92  | 82    | 55    | 27    | .671 | 2nd in Pacific | 4   | 1  | 3  | .250  | ファースト・ラウンド敗退 |
| ウォリアーズ   | 1992–93  | 82    | 34    | 48    | .415 | 6th in Pacific | —   | —  | —  | —     | プレーオフ不出場         |
| ウォリアーズ   | 1993–94  | 82    | 50    | 32    | .610 | 3rd in Pacific | 3   | 0  | 3  | .000  | ファースト・ラウンド敗退 |
| ウォリアーズ   | 1994–95  | 45    | 14    | 31    | .311 | (辞任)         | —   | —  | —  | —     | —                        |
| ニックス       | 1995–96  | 59    | 34    | 25    | .576 | (解雇)         | —   | —  | —  | —     | —                        |
| マーベリックス | 1997–98  | 66    | 16    | 50    | .242 | 5th in Midwest | —   | —  | —  | —     | プレーオフ不出場         |
| マーベリックス | 1998–99  | 50    | 19    | 31    | .380 | 5th in Midwest | —   | —  | —  | —     | プレーオフ不出場         |
| マーベリックス | 1999–00  | 82    | 40    | 42    | .488 | 4th in Midwest | —   | —  | —  | —     | プレーオフ不出場         |
| マーベリックス | 2000–01  | 82    | 53    | 29    | .646 | 2nd in Midwest | 10  | 4  | 6  | .400  | カンファレンス準決勝敗退 |
| マーベリックス | 2001–02  | 82    | 57    | 25    | .695 | 2nd in Midwest | 8   | 4  | 4  | .500  | カンファレンス準決勝敗退 |
| マーベリックス | 2002–03  | 82    | 60    | 22    | .732 | 1st in Midwest | 20  | 10 | 10 | .500  | カンファレンス決勝敗退   |
| マーベリックス | 2003–04  | 82    | 52    | 30    | .634 | 3rd in Midwest | 5   | 1  | 4  | .200  | ファースト・ラウンド敗退 |
| マーベリックス | 2004–05  | 64    | 42    | 22    | .656 | (辞任)         | —   | —  | —  | —     | —                        |
| ウォリアーズ   | 2006–07  | 82    | 42    | 40    | .512 | 3rd in Pacific | 11  | 5  | 6  | .455  | カンファレンス準決勝敗退 |
| ウォリアーズ   | 2007–08  | 82    | 48    | 34    | .585 | 3rd in Pacific | —   | —  | —  | —     | プレーオフ不出場         |
| ウォリアーズ   | 2008–09  | 82    | 29    | 53    | .357 | 3rd in Pacific | —   | —  | —  | —     | プレーオフ不出場         |
| ウォリアーズ   | 2009–10  | 82    | 26    | 56    | .317 | 4th in Pacific | —   | —  | —  | —     | プレーオフ不出場         |
| キャリア       |          | 2,398 | 1,335 | 1,063 | .557 |                | 166 | 75 | 91 | .452  |                          |